# Les Grands Buffets
 (novembre 2023).
Les Grands Buffets est un établissement fondé en 1989 à Narbonne par Jane et Louis Privat. Le restaurant propose des plats emblématiques de la cuisine française sous forme de buffet.

## Histoire

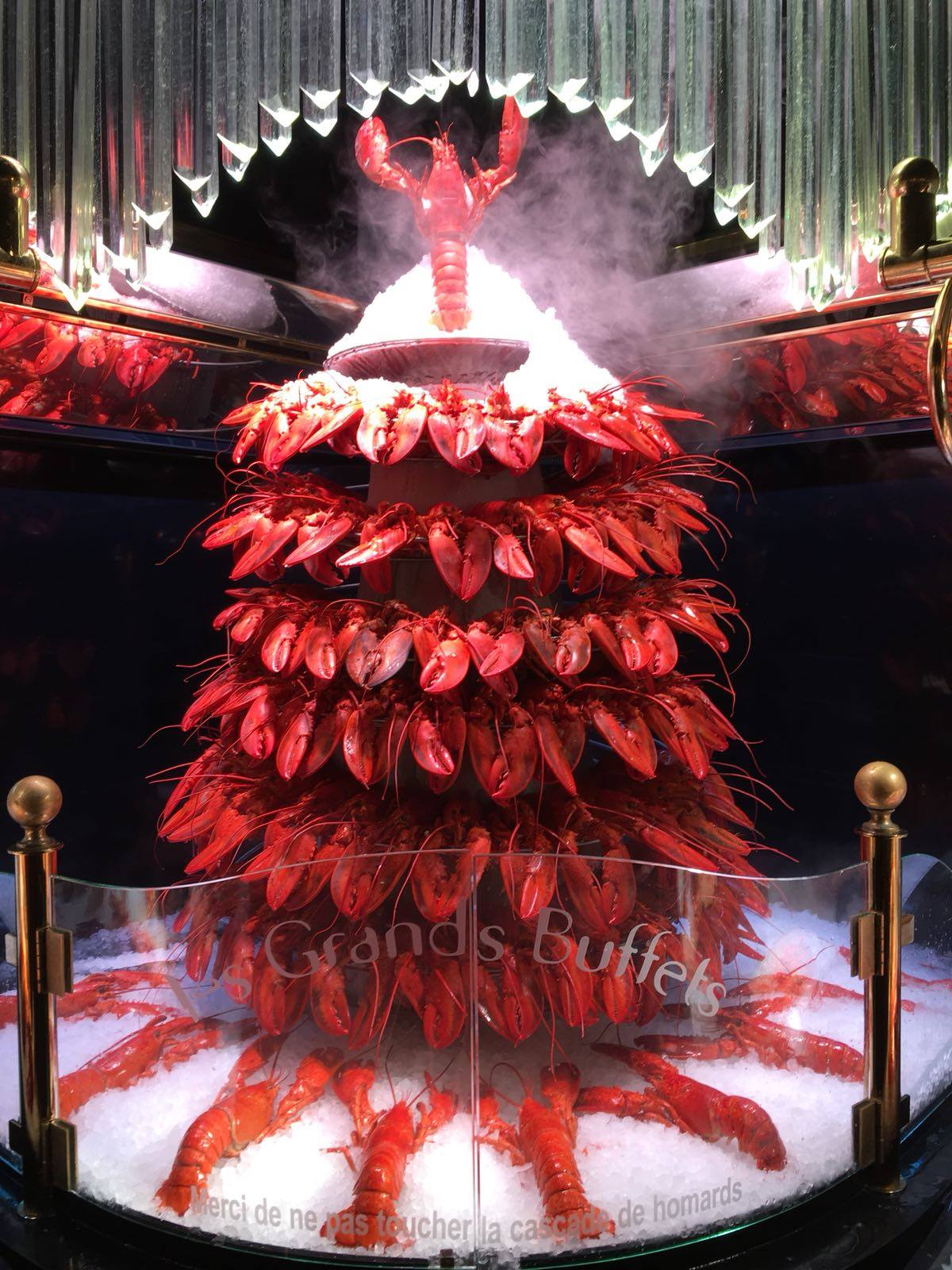
Fontaine de homards.

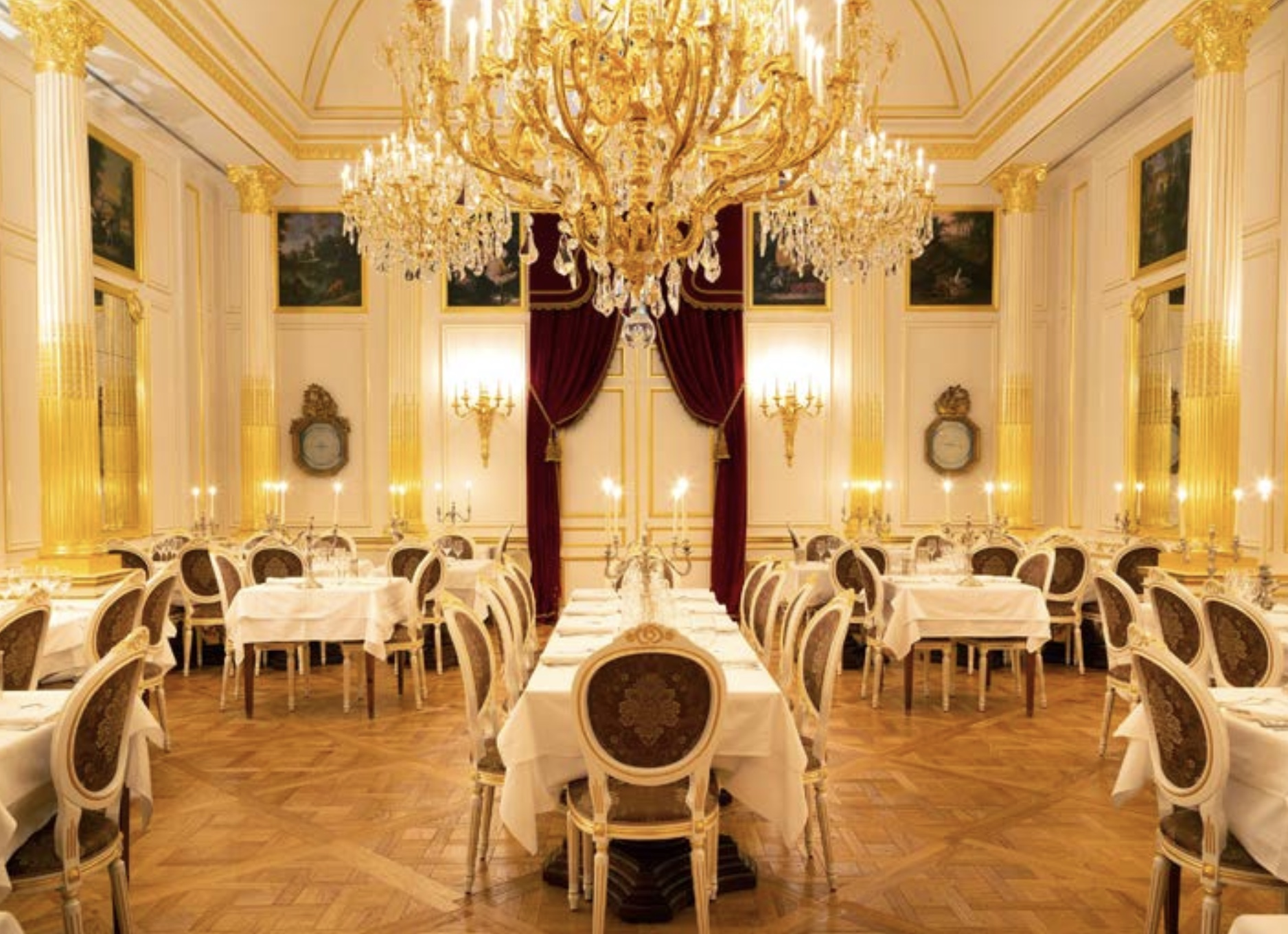
Le salon doré, Jean de La Fontaine.

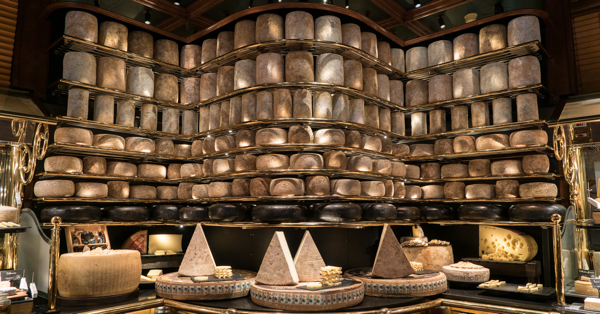
Le plus grand plateau de fromages dans un restaurant.

En 1989, la ville de Narbonne a lancé un appel à projet pour la restauration d'une partie de l'Espace liberté, un complexe dédié aux sports et loisirs. Louis Privat a été sélectionné pour son idée d'un buffet, associant une offre de buffets à volonté à une carte traditionnelle et un service à table.
De 1990 à 2019, le concept a subi plusieurs évolutions, adoptant des techniques avancées pour la présentation et la conservation des produits, telles que l'utilisation de marbres réfrigérés et la mise en place d'une cascade de homards[source secondaire souhaitée]. Ainsi en 2008, la cafétéria a été rebaptisée Les Grands Buffets et a consolidé son offre autour d'un buffet à volonté complet, adoptant un décor inspiré des grandes brasseries pour toutes ses salles. Puis en 2018, un nouveau décor nommé la tente d'apparat a été introduit, créant l'effet d'un repas dans une tente royale du XVIIe siècle. Une rôtisserie visible par les clients a aussi été ajoutée, permettant de proposer des plats rôtis à la broche en plus des buffets et plats traditionnels.
Depuis 2020, Les Grands Buffets mettent à l'honneur des plats emblématiques de la tradition culinaire française, tels que le lièvre à la royale, le canard au sang, le foie gras poché et la caille rôtie farcie au foie gras.
Le chiffre d'affaires des Grands Buffets est de 27 millions d'euros en 2024. L'établissement accueille environ 400 000 clients chaque année.

## Carte
La carte s'inspire des banquets royaux et du service à la française, le restaurant propose plusieurs salles de buffets :
- une salle dédiée aux hors-d'œuvre, aux fruits de mer, à la salaison et aux fromages ;
- une salle dédiée aux plats mijotés avec une grande rôtisserie, accompagnée de tables de découpe ;
- un espace dédié aux desserts.

La carte des vins presque exclusivement en provenance de l'Occitanie, propose près de 70 références.
La sélection de fromages proposée en collaboration avec le Meilleur Ouvrier de France, Xavier Thuret, comporte plus de 111 variétés de fromages, dont les 46 AOP français, ce qui représente le « plus grand plateau de fromage dans un restaurant, au monde ».

## Distinctions
- 2019, prix spécial du jury du magazine Terre de Vins pour « la plus belle carte de vin au verre de France »[4], remis à Louis Privat par Pierre Arditi, le jury était présidé par le meilleur sommelier du monde, Philippe Faure-Brac. Le vin est proposé au client au prix du caveau.
- 2021, nommé « meilleur restaurant de France » par le guide Guia Gourmand[5].